# Gerardo Arteaga
Gerardo Daniel Arteaga Zamora (* 7. September 1998 in Zapopan, Jalisco) ist ein mexikanischer Fußballspieler, der seit Januar 2024 beim mexikanischen Erstligisten CF Monterrey unter Vertrag steht. Der linke Außenverteidiger ist seit September 2018 mexikanischer Nationalspieler.

## Karriere

### Verein
Arteaga stammt aus der Nachwuchsabteilung von Santos Laguna, einem Verein aus der Stadt Torreón. In diese trat er im Jahr 2013 ein und spielte dort erfolgreich in diversen Juniorenmannschaften, bevor er zur Saison 2016/17 in die erste Mannschaft befördert wurde. Am 2. Oktober 2016 (12. Spieltag der Apertura) gab er sein Debüt in der höchsten mexikanischen Spielklasse, als er beim 1:1-Unentschieden gegen den Querétaro FC in der Startaufstellung stand. In der Folge etablierte er sich in der Startformation, fiel jedoch während der Clausura 2018 wieder aus dieser hinaus. Er kam in dieser Spielzeit zu 15 Einsätzen.
In der nächsten Spielzeit 2017/18 bestritt er 14 Ligaspiele und pendelte er zwischen Tribüne und Startformation. Mit seiner Mannschaft gewann er die Clausura 2018. In der folgenden Saison 2018/19 gelang ihm der Durchbruch als wichtiger Stammspieler und absolvierte 27 Ligaspiele. Am 11. November 2019 (18. Spieltag der Apertura) traf er beim 3:1-Heimsieg gegen den CD Cruz Azul erstmals für die Guerreros. In dieser Spielzeit 2019/20 bestritt er 28 Ligaspiele.
Am 27. Juli 2020 wechselte Arteaga zum belgischen Erstligisten KRC Genk, wo er einen Fünfjahresvertrag unterzeichnete. In seiner ersten Saison bestritt Arteaga 25 von 40 möglichen Ligaspielen für Genk, bei denen er ein Tor schoss, sowie drei Pokalspiele. In der nächsten Saison waren es 32 von 40 möglichen Ligaspielen, zwei Pokalspiele mit zwei Tore und acht Europapokal-Spiele. In der Saison 2022/23 wurde er bei 38 von 40 möglichen Ligaspielen eingesetzt, bei denen er zwei Tore schoss, sowie zwei Pokalspielen. Im Januar 2024 wechselte Arteaga zu CF Monterrey in die mexikanische Liga MX.

### Nationalmannschaft
Von Ende Mai bis Anfang Juni 2018 bestritt Gerardo Arteaga fünf Spiele für die mexikanische U21-Nationalmannschaft beim Turnier von Toulon.
Am 12. September 2018 debütierte Arteaga in der A-Auswahl bei der 0:1-Niederlage in einem freundschaftlichen Länderspiel gegen die Vereinigten Staaten.
Am 27. September 2022 erzielte Arteaga beim 2:3 gegen Kolumbien seinen ersten Länderspieltreffer. Er gehörte zum mexikanischen Kader bei der Weltmeisterschaft 2022, wurde aber nicht eingesetzt. Auch beim Gold-Cup 2023 gehörte er zum Kader und spielte dort im letzten Gruppenspiel.

## Erfolge
Santos Laguna
- Mexikanischer Meister: Clausura 2018

KRC Genk
- Belgischer Pokalsieger: 2020/21